# Ondavka (potok)
Ondavka (ID toku 4-30-08-2642) je vodní tok v severovýchodním Slovensku, který teče na území okresu Humenné a Vranov nad Topľou a je levostranným přítokem řeky Ondavy. Délka toku je 31,7 km, rozloha povodí je 131,456 km².

## Popis
Pramení v Laborecké vrchovině na západním úpatí vrchu Vysoká (547,1 m n. m.) v nadmořské výšce asi 410 m n. m. Od pramene teče na jih přes obec Hrubov, z levé strany přibírá přítok vytékající z úbočí vrchu Kostrbáč (516 m n. m.) a za obcí přibírá zleva přítoky vytékající zpod vrchů Turie (528 m n. m.), Klenová (454,2 m n. m.), pravostranný přítok od vrchu Barancová (459,1 m n. m.) a další levostranný přítok od vrchu Klenová.
Pak se stáčí na západ, obcí Turcovce protéká jižním směrem a přibírá zprava potok Bučkov, vytékající ze svahů vrchu Pohorelica (411,8 m n. m.). Mezi obcemi Turcovce a Baškovce vtéká do Ondavské vrchoviny. Teče na jih a přibírá zleva potok pramenící pod vrchem Čierna Hora (454,2 m n. m.). V obci Baškovce přibírá zprava potok Černina a za obcí vtéká do Ohradzianské kotliny, protéká obcí Ohradzany a za ní přibírá zleva potok Záhumienka (plocha povodí: 10,541 km²; délka: 5,47 km).
Protéká jihovýchodním směrem obcí Slovenská Volová a za ní nedaleko obce Gruzovce přibírá zleva potok Mutelka. Pokračuje na jih a vtéká do Beskydského předhůří. Za obcí Myslina mění velkým obloukem směr na západ a za obcí Závadka velkým obloukem pokračuje na jihozápad. Před obcí Topoľovka přibírá zprava potok Lieskovčik a za obcí se stáčí na jihozápad. Protéká rozhraním Beskydského předhůří na pravém břehu a Humenských vrchů na levém břehu. Zprava přibírá Močidlový potok, teče okolo obcí Hudcovce a Tovarnianska Polianka. Zde už protéká okrajem Východoslovenské pahorkatiny, stáčí se na severozápad a u obce Tovarné na západ. Jihozápadně od obce Tovarné ústí do řeky Ondavy.